# (100429) 1996 HB15
(100429) 1996 HB15 es un asteroide perteneciente al cinturón de asteroides, descubierto el 17 de abril de 1996 por Eric Walter Elst desde el Observatorio de La Silla, Chile.

## Designación y nombre
Designado provisionalmente como 1996 HB15.

## Características orbitales
1996 HB15 está situado a una distancia media del Sol de 2,762 ua, pudiendo alejarse hasta 2,969 ua y acercarse hasta 2,555 ua. Su excentricidad es 0,074 y la inclinación orbital 6,801 grados. Emplea 1677 días en completar una órbita alrededor del Sol.

## Características físicas
La magnitud absoluta de 1996 HB15 es 14,9.